# Барабанки (округ)
Барабанки (англ. Barabanki) — округ в индийском штате Уттар-Прадеш. Административный центр — город Барабанки. Площадь округа — 3825 км². По данным всеиндийской переписи 2001 года население округа составляло 2 673 581 человек. Уровень грамотности взрослого населения составлял 47,39 %, что значительно ниже среднеиндийского уровня (59,5 %).